# Tarsicius (časopis)
Tarsicius je český časopis pro ministranty, vycházející od roku 1997 (zprvu nepravidelně pod názvem Ministrantský bulletin, od roku 1998 pod nynějším názvem jako dvouměsíčník, od roku 2005 jako měsíčník).
Začal ho vydávat MgA. Štěpán Pospíšil, který je dosud jeho šéfredaktorem, spolu s tehdejším jabloneckým děkanem Antonínem Bratršovským. Jeho redakce sídlí v podkroví fary v Jablonci nad Nisou, vydavatelem je Občanské sdružení Tarsicius. Časopis je pojmenován po svatém Tarsiciovi, patronu ministrantů.